# Ramal del metro de Madrid
El Ramal del metro de Madrid és una línia de ferrocarril metropolità de la xarxa del metro de Madrid. Aquesta línia connecta les estacions de Príncipe Pío i Ópera. És la línia més curta del Metro de Madrid, que només té dues estacions: Príncipe Pío i Ópera. La línia i les dues estacions transcorre íntegrament pel districte madrileny Centro, a través d'un túnel de 1092 metres de longitud, via doble i gàlib estret.
La línia comença a la Plaça d'Isabel II i finalitza sota l'edifici frontal de l'antiga Estació del Nord, ara anomenada Príncipe Pío, i on es pot enllaçar amb diverses línies de Rodalies Madrid. Com que només té dues estacions, només circula un tren excepte en hora punta, cas en què es desvia un tren de la línia 2 que parteix de l'estació Ópera, on hi ha una sola andana, però la via connecta amb la de la línia 2.

## Futur
S'ha estudiat la possibilitat d'una ampliació de la línia, juntament amb el nou intercanviador de Príncipe Pío, cap als barris de la Florida i la Colonia de Manzanares.